# Carl Crämer
Carl (Karl) Crämer (* 9. Dezember 1818 in Kleinlangheim; † 31. Dezember 1902 in Nürnberg) war ein deutscher Fabrikant und Politiker (Deutsche Fortschrittspartei) und Mitglied des Reichstages.

## Leben
Der Sohn des Kaufmanns Johannes Crämer besuchte die Volksschule und arbeitete danach in einer Spiegelfabrik bei Doos. Hier konnte er mit Fleiß langsam bis zum Teilhaber aufsteigen, verkaufte aber 1869 seine Anteile, um nach Nürnberg zu ziehen. 1870 wurde er Standesbeamter und bis 1899 Mitglied im Magistratsrat in Nürnberg. In letzter Stelle hat sich Crämer besonders ausgezeichnet. Seine hohen Verdienste um die Stadt Nürnberg wurden 1888 mit der Ehrenbürgerwürde und mit der Bürgermedaille der Stadt Nürnberg gewürdigt.
Von 1848 bis 1883 gehörte Crämer der Kammer der Abgeordneten des Bayerischen Landtags an. Dorthin wählte ihn zunächst die Stadt Fürth, von 1849 bis 1858 die Stadt Erlangen und danach, ab 1859, immer wieder die Stadt Nürnberg. Im Landtag gehörte er der liberalen Linken an, dessen Führer er war. So gründete Crämer 1859 die Bayerische Fortschrittspartei. Im gleichen Jahr war Crämer führend am Sturz der Regierung Reigersberg beteiligt. Auch war er Mitglied im Deutschen Nationalverein. Die liberale Erneuerung Bayerns in den 1860er Jahren trägt seine Handschrift. Andererseits befürwortete Crämer die Teilnahme am Feldzug gegen Frankreich und den Beitritt zum neuen Deutschen Kaiserreich. 1880 trat Crämer an die Spitze der Deutschen Fortschrittspartei in Franken. Auch in der Krise der linksliberalen Partei blieb Crämer ihr treu. 1897 wirkte er noch als Ehrenpräsident des Nürnberger Parteitages der Freisinnigen Volkspartei.
1867 bis 1871 war Crämer Mitglied des Zollparlaments. Dem Reichstag gehörte Crämer von 1871 bis 1874 an. Seine Wahlheimat Nürnberg entsandte ihn mit einer Mehrheit von mehr als 66 % dorthin. Im Reichstag gehörte er der Deutschen Fortschrittspartei an.
1882 wurde Crämer die Verleihung des Bayerischen Kronenordens angeboten. Er lehnte diese Auszeichnung ab, weil er damit in den nicht erblichen Adelsstand erhoben worden wäre.
Carl Crämer heiratete 1843 Anna Elisabetha geb. Baudner. Das Ehepaar hatte drei Söhne und vier Töchter.
Drei Jahre nach seinem Tod wurde eine Büste Crämers im Nürnberger Stadtpark enthüllt.